# Hans Bürkner (Schiffskonstrukteur)

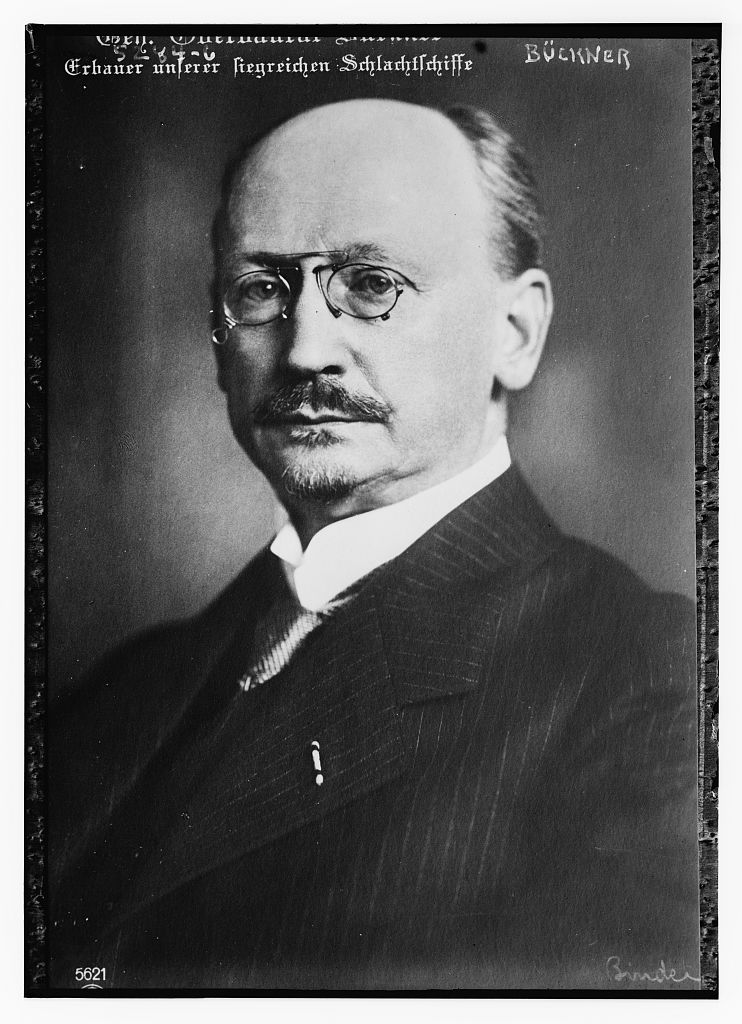
Hans Bürkner (1864–1943)

Hans Friedrich Hermann Bürkner (* 11. Januar 1864 in Dresden; † 29. Oktober 1943 in Ringelheim) war ein deutscher Schiffbauingenieur und Schiffskonstrukteur, der bei der Kaiserlichen Marine im Reichsmarineamt mit der Konstruktion von großen Kriegsschiffen beauftragt war.

## Leben
Hans Bürkner studierte an der Ruprecht-Karls-Universität Heidelberg und der Universität Leipzig Mathematik und Naturwissenschaften, dann am Königlich Sächsischen Polytechnikum in Dresden und in der Abteilung für Schiffbau an der Technischen Hochschule Berlin-Charlottenburg, trat danach als Schiffbau-Ingenieur-Aspirant bei der Kaiserlichen Marine ein und wurde 1894 zum Schiffbaumeister ernannt. Nachdem er zuvor schon im Zeitraum von 1898 bis 1902 im Reichsmarineamt tätig gewesen war, wurde er 1905 im Alter von 41 Jahren als Marinebaurat in die Konstruktionsabteilung, später Konstruktionsdepartement des Reichsmarineamtes berufen. Anfangs war er der Abteilung für Schiffsbauangelegenheiten (K I) dem Geheimen Oberbaurat Hermann Hüllmann zugeordnet. Dort zeichnete er durch die Neu-Konzeption der Kleinen Kreuzer beginnend mit der Magdeburg-Klasse verantwortlich und brach mit dem bis dahin bestehenden Konzept der reinen Querspant-Bauweise, wie dem zum alleinigen Schutz bestehenden gewölbten Panzerdeck. Sowohl die ab da angewandte Längsspant-Bauweise wie auch der integrierte Seitenpanzer entstammen seinen Überlegungen. 1913 übernahm er nach dem Ausscheiden von Hüllmann den Abteilungsvorstand und war hier mit der Konstruktion von Großkampfschiffen beauftragt. Dabei entstanden im Zeitraum von 1905 bis 1918 unter seiner Leitung die Konstruktionen für 21 Großlinienschiffe, 14 (Große Kreuzer. d. h. ab 1906 Schlachtkreuzer) und 22 Kleine Kreuzer. 1919 beendete Hans Bürkner seinen Dienst im Reichsmarineamt als Geheimer Oberbaurat und stellvertretender Direktor des Konstruktionsdepartements.

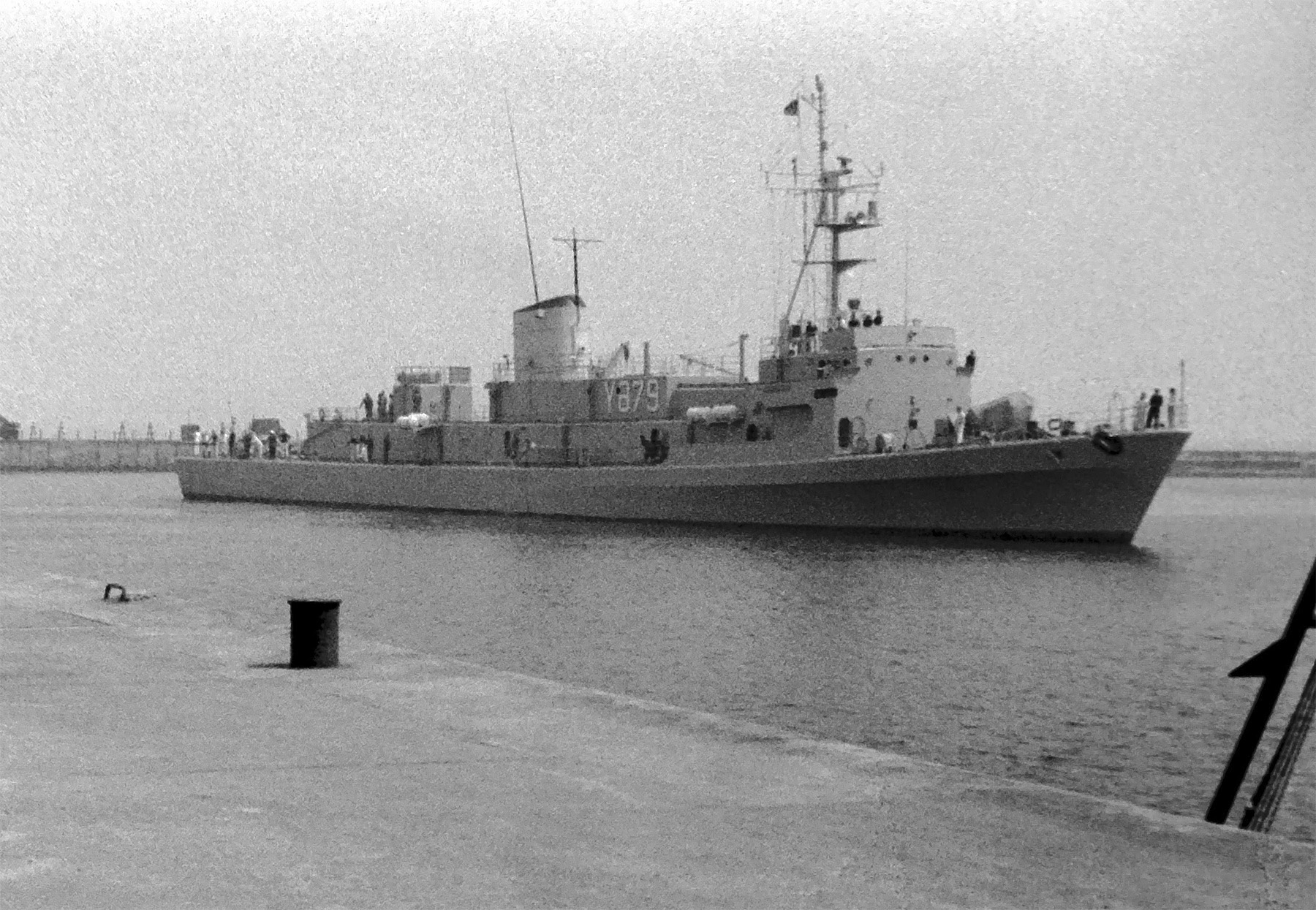
Hans Bürkner (Klasse 421)

Hans Bürkner wurde von der Technischen Hochschule Berlin-Charlottenburg zum Dr.-Ing. E. h. ernannt, erhielt 1935 die Goldene Denkmünze der Schiffbautechnischen Gesellschaft und im Jahr 1941 von Adolf Hitler die Goethe-Medaille für Kunst und Wissenschaft.
Zu Ehren von Hans Bürkner war das 1963 bei der Bundesmarine in Dienst und 1990 außer Dienst gestellte Erprobungsboot Hans Bürkner benannt.
Hans Bürkner war verheiratet mit Adolphine Emma Ernestine Anna, geborene Kaben. Das Ehepaar hatte fünf Töchter.

## Werke
- Erinnerungen und Gedanken eines alten Kriegsschiffbauers. Deutscher Literatur-Verlag, Dresden 1940 (Digitalisat)